# Gaston Denys
Gaston Denis (25 ottobre 1913 – 25 novembre 1968) è stato un ciclista su strada belga, professionista dal 1936 al 1940.

## Carriera
In carriera ottenne il secondo posto alla Gand-Wevelgem del 1936.

## Palmarès

### Strada
- 1937

4ª tappa Tour du Nord
- 1938

Giro di Anglons